# Dzwonkówkowate
Dzwonkówkowate, wieruszkowate (Entolomataceae Kotl. & Pouzar) – rodzina grzybów należąca do rzędu pieczarkowców.

## Systematyka
Pozycja w klasyfikacji według Index Fungorum: Entolomataceae, Agaricales, Agaricomycetidae, Agaricomycetes, Agaricomycotina, Basidiomycota, Fungi.
Według Index Fungorum bazującego na Dictionary of the Fungi do rodziny Entolomataceae należą rodzaje:
- Calliderma (Romagn.) Largent 1994
- Clitocella Kluting, T.J. Baroni & Bergemann 2014
- Clitopilopsis Maire 1937
- Clitopilus – bruzdniczek (sadówka)
- Entocybe T.J. Baroni, V. Hofst. & Largent 2011
- Entoloma (Fr.) P. Kumm. 1871 – dzwonkówka (wieruszka)
- Rhodocybe Maire 1926 – rumieniak
- Rhodophana Kühner 1971[2].

Polskie nazwy na podstawie pracy Władysława Wojewody z 2003 r.